# كفاءة الإضاءة
كفاءة الإضاءة أو الكفاءة الضوئية (بالإنجليزية: luminous efficacy)، تسمى في بعض المصادر بـ كفاءة الإضاءة لمصباح، هي حاصل قسمة التدفق الضوئي {\displaystyle \Phi _{\mathrm {v} }} الصادر منه على الطاقة الكهربائية المستهلكة. وتقاس كفاءة الإضاءة طبقا النظام الدولي للوحدات بوحدة لومن/واط.
وتكتب صياغتها الرياضية كالآتي:
{\displaystyle \eta _{\mathrm {v} }\,=\,{\frac {\mathit {\Phi _{\mathrm {v} }}}{P}}}
وكلما زادت كفاءة الإضاءة كلما زادت استفادة العين من الضوء الصادر من مصباح بالنسبة إلى التيار الكهربائي المستهلك في المصباح.
وتعتمد كفاءة الإضاءة لمصباح على عاملين:
- الكفاءة الإشعاعية {\displaystyle \eta _{\mathrm {e} }} للمصباح،
- والمكافئ الطيفي {\displaystyle K} للضوء الصادر.[1]

{\displaystyle \eta _{\mathrm {v} }\,=\,\eta _{\mathrm {e} }\cdot K}.

## الكفاءة والفعالية
يمكن جعل كفاءة الإضاءة طبيعية بأقصى كفاءة إضاءة ممكنة لكمية لابعدية تسمى فعالية ضوئية وتعبر عنها بنسبة مئوية. لا يتم دائمًا الحفاظ على التمييز بين الكفاءة والفعالية بعناية في المراجع المنشورة، لذلك ليس من غير المألوف رؤية «الفعالية» معبرًا عنها في لومن لكل واط، أو «الكفاءة» معبرًا عنها كنسبة مئوية.

## الكفاءة الشعاعية
الكفاءة الشعاعية {\displaystyle \eta _{\mathrm {e} }} لمصدر ضوئي هي حاصل قسمة القدرة الشعاعية الصادرة
{\displaystyle \Phi _{\mathrm {e} }} مقسومة على القدرة الكهربية {\displaystyle P}:
وكلما كانت تلك القيمة كبيرة فيعني ذلك زيادة نسبة إنتاج المصباح للضوء إلى القدرة الكهربائية التي يستهلكها. وفي معظم الأحوال يكون الضوء الصادر في نطاق الضوء المرئي من الطيف ويمكن للعين أن تراه.
ويستهلك مصباح متوهج كل ما يمر به من طاقة كهربائية ويحولها إلى طاقة ضوئية؛ ولكن معظم ما يصدر منه من أشعة تكون في نطاق الأشعة تحت الحمراء التي لا تراها عين الإنسان. أي أن المصباح المتوهج الذي يعمل بفتيل التنجستن المتوهج له كفاءة ضوئية منخفضة لأنه ينتج 5% من ضوئه في نطاق الضوء المرئي. وهذا يعني أن المصباح المتوهج له مكافيء مطيافي منخفض وبالتالي له كفاءة إضاءة ضعيفة.
لهذا ابتكرت مصابيح أخر مثل المصابيح الفلورية ومصباح إل إي دي LED ، فهي تستهلك قدرة كهربائية أقل مع إصدارها لضوء مرئي كافي. معظم ما تنتجه من ضوء يكون في نطاق الضوء الذي يمكن للعين أن تراه. وهي بذلك تستهلك تيارا كهربيا أقل وبالتالي تخفض تكلفة الإضاءة بمقارنتها بالمصباح المتوهج.

## مقارنة بين أنواع مصابيح مختلفة
| نوع المصباح | كفاءة إضاءة         | الطاقة الكهربائية لإنتاج 600 لومن |
| مصباح متوهج | 10 لومن/واط         | 60 واط                            |
| مصباح فلوري | 60 إلى 80 لومن/واط  | 8 إلى 10 واط                      |
| مصباح LED   | 60 إلى 140 لومن/واط | 4 إلى 10 واط                      |

## المكافئ الطيفي

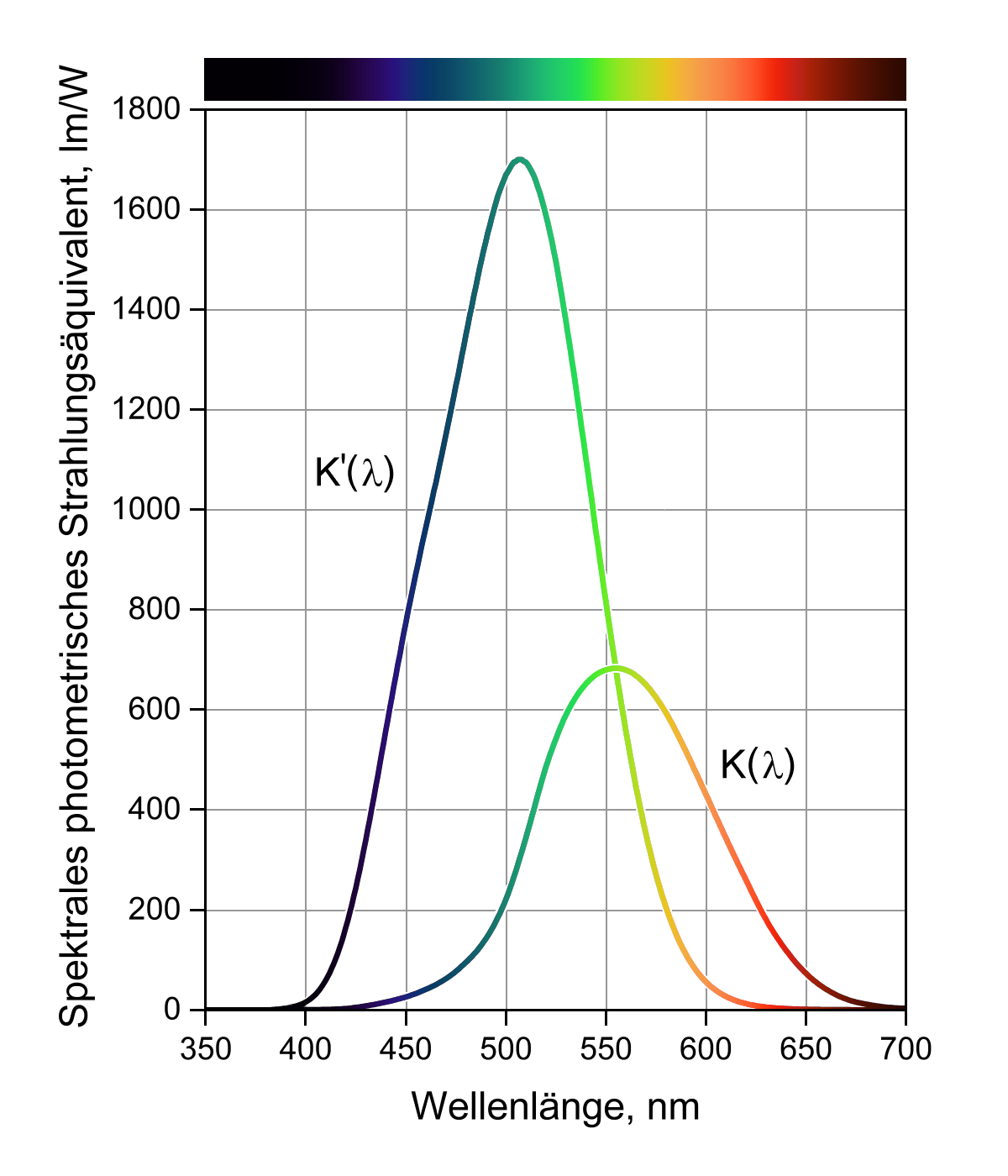
المكافئ الطيفي للرؤية نهارا K(λ) والرؤية في الظلامK'(λ) واعتمادها على طول موجة الضوء. تلك من خواص الخلايا العصوية والخلايا المخروطية في العين.

### القدرة الإشعاعية والتدفق الضوئي
المكافيء الطيفي {\displaystyle K} لمصدر ضوء هو حاصل قسمة التدفق الضوئي
{\displaystyle \Phi _{\mathrm {v} }} على ما ينتجه من أشعة كهرومغناطيسية {\displaystyle \Phi _{\mathrm {e} }}. ووحدته طبقا للنظام الدولي للوحدات هي (لومن/واط).
{\displaystyle K={\frac {\Phi _{\mathrm {v} }}{\Phi _{\mathrm {e} }}}={\frac {\int _{0}^{\infty }K(\lambda )\Phi _{\mathrm {e} ,\lambda }\,\mathrm {d} \lambda }{\int _{0}^{\infty }\Phi _{\mathrm {e} ,\lambda }\,\mathrm {d} \lambda }},}
وكلما زادت تلك القيمة كلما كانت استفادة العين من تدفق الضوء أحسن وذلك بالنسبة إلى طاقة اشعاع معينة لمصدر الضوء.
من طيف الأشعة الكهرومغناطيسية العريض تري العين منه فقط نطاق طول الموجة بين 380 إلى 780 نانومتر؛ ونسميه نطاق الضوء المرئي لأن العين تحس به كضوء.
ولكن ليست عين الإنسان حساسة لجميع ألوان الطيف بنفس الشدة. فعند طول موجة 555 نانومتر وهي في لون الضوء أصفر-أخضر تكون حساسية العين في ذروتها. أما تحت كول موجة للضوء تحت 380 نانومتر (بنفسجي) أو أطول من 780 نانومتر (أحمر غامق) فتنخفض حساسية العين إلى الصفر تقريبا (أنظر المنحنى أعلاه).
وعندما يسقط على العين مخلوطا من الألوان الضوئية ذات أطوال موجة مختلفة فإن مدى حساسية العين لرؤياه تعتمد على خلطة أطوال الموجات الضوئية. تتسبب أطوال موجات بالقرب من 555 نانومتر في رؤية جيدة للعين، اما أكوال الموجات خارج نطاق الضوء المرئي فلا تراتها العين. فلا يكفي معرفة الكمية بالواط الشعاعية الصادرة من مصباح لتترك إحساس في العين بها. ذلك لأن كل لون من اشعة مصباح لا بد من «موازنتها» على أساس حساسية العين لكل لون؛ وهذا ما يعنيه المكافئ الطيفي للعين.
عرّفت الشمعة في في علم الضوء في عام 1979 تعريفا جديدا، ويقول التعريف أنه «إشعاع ضوء ذو طول موجة واحدة يبلغ تردده 540·1012 هيرتز (يعادل طول موجة 555 نانومتر في الهواء) ذو طاقة إشعاعية 1 واط محدثا تدفقا ضوئيا مقداره 683 لومن».
إذن، تنتمي لطول الموجة هذه مكافئ طيفي قدره 683 لومن/واط. وتشارك طاقات إشعاعية يكون لها طول موجة أخرى بمقادير أقل إلى التدفق الضوئي.

## اقرأ أيضا
- لومن
- شمعة (وحدة قياس)
- الفيض الضوئي
- قدرة شمعة